# Órgano del Palacio Libertad
El órgano del Palacio Libertad (llamado Klais opus 1912) es un instrumento que esta emplazado en dicho centro cultural en Buenos Aires, Argentina, fue fabricado por la firma alemana Klais Orgelbau en 2015. Posee 56 registros y 3633 tubos, tiene cuatro teclados manuales, una pedalera de 32 notas, y dos consolas, una ubicada junto al instrumento, y  otra móvil. Tres de los cuatro manuales son complemente mecánicos. El órgano se construyó con la idea de que sea versátil, ya sea para acompañamiento de orquestas como también para conciertos solistas. Es el órgano más grande instalado por la firma Klais en Sudamérica.

## Construcción
El proceso de construcción fue supervisado por Philipp Klais, bisnieto de Johannes Klais, fundador de la firma. Según el afinador de la firma Klais Orgelbau, Cristoph Kleeman, el instrumento tiene un sonido francés. Su peso total es de 30 toneladas.

## Características
El órgano posee 56 registros y 3633 tubos de los cuales 193 son de madera, tiene cuatro manuales, pedalera de 32 notas, y dos consolas, una fija junto al instrumento y otra móvil, usada habitualmente en el escenario, el órgano se puede tocar con ambas consolas también. Posee un sistema electrónico con conexiones MIDI y Wi-Fi, sistema de Re-Play, pantalla de comandos táctil, sostenuto, transpositor, asistencia para afinar, división del pedal, tutti y crescendo programables.